# 喬克洛卡納尼山
16°59′14″S 70°5′13″W / 16.98722°S 70.08694°W
喬克洛卡納尼山（Chuqi Luk'anani），是秘魯的山峰，位於該國東南部普諾大區，由埃爾科廖省的聖羅薩區負責管轄，屬於安地斯山脈的一部分，海拔高度5,200米。